# Кримський похід на Московщину (1521)

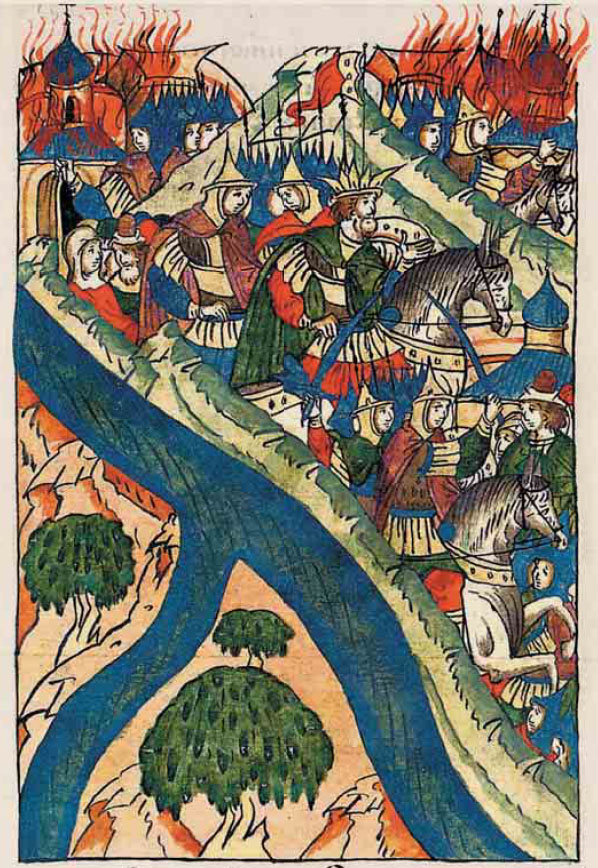
Мехмед Ґерай із військом переправляється через Оку

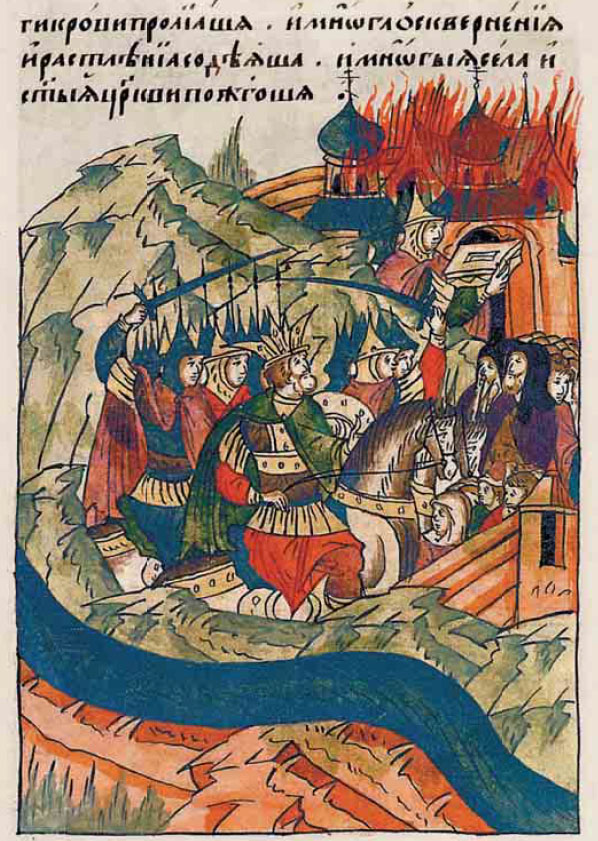
Кримське військо розоряє Ніколо-Угреський монастир

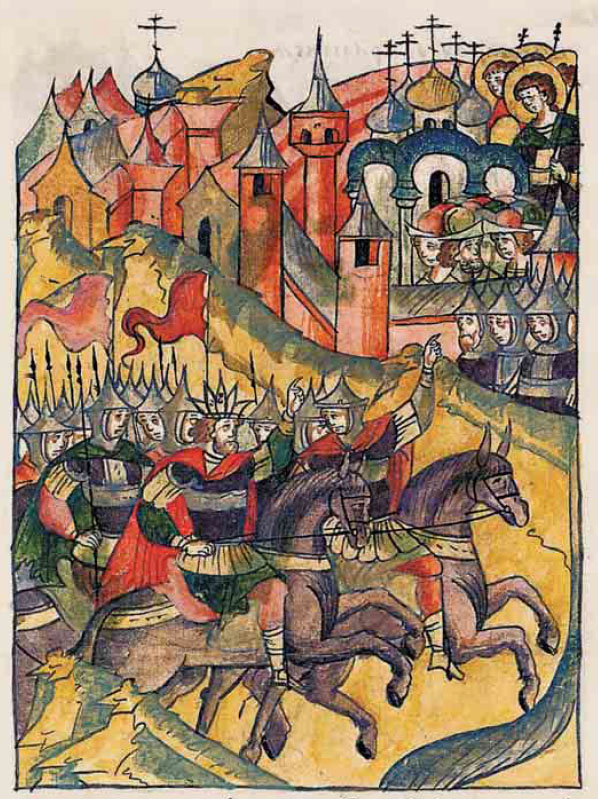
Мехмед Ґерай під Москвою

Кримський похід на Московщину, також відомий як Кримський смерч — похід кримських військ на Московське царство, що відбувся в 1521 році, був найважчим за час правління Василія III.

## Передумови
Протиріччя між Московією і Кримським ханством почалися після розпаду Великої Орди в 1502 році, і, зокрема, були пов'язані з впливом у Казанському ханстві. Якщо Василій III виступав за воцаріння там хана Шах-Алі, то хан Криму Мехмед I Ґерай — за свого брата Сахіба Ґерая.
Попередній хан Шах-Алі, що виріс у Касимові, у 1519 був посаджений на престол за підтримки московського уряду у віці 13 років. Його правління супроводжувалося активним втручанням російського посла Федора Карпова в усі справи Казанського ханства, що в результаті викликало зростання антиросійських настроїв. У 1521 році в Казані дозріла змова з метою зведення на престол кримського царевича Сахіба Ґерая, брата Мехмеда Ґерая, що правив у Криму. Кримське ханство рекомендувало його на цей трон ще в 1519 році, але тоді Москва змогла провести свою кандидатуру. Сахіб Ґерай із невеликим загоном зумів таємно підійти до Казані і за підтримки казанських прихильників провести державний переворот, у результаті якого Шах-Алі був відсторонений від влади. Йому з невеликим загоном дозволили вирушивти в Москву. Але в Казані були знищені 5000 чоловік його касимовської гвардії та російський загін воєводи В. Ю. Поджогіна. У місті стався погром руських купців, які були пограбовані та заарештовані.
Після цього Мехмед Ґерай вирішив організувати похід на Русь, незважаючи на те, що про це дізнався Сулейман I і, не бажаючи псувати відносини з Москвою, зажадав відмовитися від походу.

## Учасники
Мехмед I Ґерай зібрав величезне військо чисельністю до 100 000 чоловік. У нього, крім майже всієї кримської орди, входили ногаї та литовці під воєводством Остафія Дашкевича, а потім приєдналися казанські татари. Більш точну оцінку дає В. В. Пенський — 30-35 тисяч чоловік, із яких 20-25 тисяч становили кримці. Про чисельність литовського загону відомо те, що в 1521 році рада радила Сигізмунду відправити до Мехмеду Ґерая загін з 200 чоловік кінноти і піхоти із 2 гаківницями.
Василій III «ниоткуда брани на себя не ждал и сам в то время брани не готовил ни на кого, воинские же люди его многие были тогда в своих областях без опасения», тому з трудом встиг зібрати війська і вислати до Оки. З огляду на досвід попереднього нападу 1517 року, основні сили розташувалися на тульському напрямку. В районі Серпухова розташувалися полки під командуванням 8 воєвод і 9 голів і двір князя Андрія Івановича з 1 воєводою. Інша група військ під командуванням 3 воєвод дислокувалася в районі Кашири, третя, під командуванням 5 воєвод і 6 голів — у районі Таруси. Угруповання під командуванням 6 воєвод і 3 голів була розгорнута по Угрі, до неї приєднався двір князя Юрія Івановича із 2 воєводами. У Коломні був розміщений гарнізон під командуванням двох воєвод. За оцінкою В. В. Пенського, чисельність російських військ на центральному напрямку становила близько 6000 дітей боярських, разом з їхніми людьми і пищальниками — близько 15 тисяч, не рахуючи кошових. Загальна чисельність на центральному і південно-західному напрямку — до 20-25 тисяч чоловік, із них до 9 тисяч дітей боярських. В. В. Пенський оцінює чисельність дітей боярських, які перебували під командуванням воєводи, від 150 до 250 чоловік, а під командуванням голови — близько 100 і менше. Загальна ж чисельність російських військ, виставлена проти Мехмеда Ґерая і розташована від територій на захід від Калуги до Нижнього Новгорода, оцінюються до 35-40 тисяч чоловік, а з урахуванням західного, північно-західного (литовського) і східного (казанського) напрямків — до 55 тисяч.
Союзні війська казанців і кримчаків одночасно вторглися в Росію зі сходу і півдня. До союзу намагалися залучити і Астраханське ханство — кримський уряд надіслав туди посольство, однак, союз з Астраханню не відбувся. Кримське військо було значно посилено загонами ногаїв. Справа в тому, що землі Ногайської орди були в 1519 році захоплені Казахським ханством на чолі з ханом Касимом і багато ногаїв втекли від них на захід у володіння Кримського хана і визнали себе його підданими.

## Битва на Оці
Кримські війська 28 липня 1521 року підійшли до річки Оки поблизу міста Коломни і переправилися через неї. У Коломні знаходився невеликий гарнізон, який не зміг чинити опору. Із великим запізненням приспіли російські війська під командуванням молодого і недосвідченого воєводи Д. Ф. Бєльського, з яким був брат государя Андрій. Вони, не дослухавшись до порад досвідчених воєвод, діяли неправильно, в результаті чого московські полки були розбиті, ймовірно, поодинці, противником, що значно перевершував за чисельністю. Російське військо зазнало важких втрат, в тому числі загинули воєводи Іван Андрійович Шереметьєв, Володимир Михайлович Карамишев-Курбський, Яків і Юрій Михайлович Зам'ятніни, у полон потрапив Федір Васильович Лопата-Оболенський. Після битви московські війська відійшли в міста, а кримські стали розоряти околиці Коломни.

## Загроза Москві
Казанське військо під керівництвом Сахіба Ґерая взяло Нижній Новгород, розорило околиці Владіміра і рушило на з'єднання з кримським військом уздовж Оки до Коломни. Татарські війська з'єдналися в Коломні і стали спільно наступати на Москву.
Наступ супроводжувався розоренням селищ, мешканці яких були захоплені в полон і продані в рабство на невільничих ринках в Астрахані і в Кафі. Був спалений Миколо-Угреський монастир і палац Василія III в селі Остров під Москвою. «Татары под Москвой повоевали, и монастырь Николы-Чудотворца на Угреши и великого князя село любимое Остров сожгли, а иные татары и в Воробьёве, в великого князя селе, были, и мед на погребах великого князя пили, и многие сёла князей и бояр около Москвы пожгли, а людей пленили», а також «много сёл и деревень пожгли, и коширской посад пожгли. И людей много и скоту в полон поведошя безчислено».
Василій III поїхав у Волок збирати полки, а оборону довірив Петру Ібрагімовичу і боярам. Спільне татарське військо підійшло до околиць Москви 1 серпня, ставка Мехмеда Ґерая перебувала за 60 верст від неї. У Москві почалася паніка, жителі намагалися сховатися в Кремлі, при в'їзді в нього виникла тиснява, у якій загинуло кілька сотень людей.
Татари увійшли в місто 30 липня 1521 року, палили навколишні села, слободи і посад, їхня ставка розташувалася на Воробйових горах. Уже через добу московська влада (бояри) запропонували мир, і татари погодилися почати переговори, які завершилися через тиждень. Хан поставив вимогу, щоб Василій III визнав себе данником Кримського ханства. Бояри вирішили піти на цей крок — у Кремлі була нестача пороху і велика тіснява, і видали хану відповідну грамоту.
6-8 серпня 1521 року у Кремлі був підписаний принизливий для Василія III договір. Князь визнав свою залежність від кримського хана і погодився платити йому данину, яку платили ханам Золотої Орди. Після цього татарське військо відійшло до Рязані.

## Облога Рязані
У Рязані керував окольничий Хабар Сімський (Іван Васильович Образець-Добринський). Із Мехмед-Ґераєм разом приходив на Москву відомий уже нам Остафій Дашкович, який при Івані III від'їхав з Литви в Москву, при Василії знову втік до Литви і тепер із дніпровськими козаками перебував у стані кримському. Дашковичу хотілося взяти Рязань хитрістю; для цього він запропонував її жителям купувати полонених, щоб, уловивши випадок, разом із покупцями пробратися в міські ворота; зі свого боку хан для найвірнішого успіху в заході хотів заманити до себе воєводу Хабара і послав йому, як холопу свого данника, наказ з'явитися до себе в стан; але Хабар велів відповідати йому, що він ще не знає, чи справді великий князь зобов'язався бути данником і підручником хана, просив, щоб йому дали на це докази, — і хан на доказ послав йому грамоту, написану в Москві. Водночас Дашкович, не залишаючи свого наміру, усе більше і більше наближався до Рязані; він дав навмисне деяким полоненим можливість втекти з табору в місто; натовпи татар погналися за втікачами і вимагали їх видачі; рязанці видали полонених, але, не зважаючи на те, натовпи татар збиралися все більше і більше під стінами міста, як раптом пролунав залп із міських гармат, якими розпоряджався німець Йоган Йордан; татари розсіялися в жаху; хан послав вимагати видачі Йордану, але Хабар відкинув цю вимогу. Мехмед-Ґерай, як ми бачили, прийшов не за тим, щоб брати міста силою; не встигши взяти Рязань хитрістю і будучи спонукуваним звісткою про ворожі порухи астраханців, він пішов і залишив в руках Хабара грамоту, що містила в собі зобов'язання великого князя платити йому данину.

## Наслідки
Під час походу Москва зазнала великих втрат, у тому числі, серед мирного населення, багато були захоплені в полон. За обставинами поразки на Оці був учинений суд. Незважаючи на провину Бєльського, був покараний тільки Іван Воротинський. На деякий час він був посаджений у в'язницю, потім звільнений. Хабар Сімський за порятунок Рязані і великокнязівської честі був нагороджений пожалуванням у сан боярина. Також отримали подяки німець Йордан та інший німецький гармаш Ніклас (який був у Москві). Після цього набігу було проведено заходи щодо посилення оборони кордонів. На південних кордонах були сконцентровані найважливіші війська.
Князь визнав свою залежність від кримського хана та погодився платити йому данину, яку платили ханам Золотої Орди. Однак сама грамота була втрачена, і Василій III у тому ж році відмовився визнавати цей договір. Татари захопили (імовірно) велику здобич, і Казань на час звільнилася від російського протекторату. Бойові дії тривали і в наступні роки: У 1522 році в Москві знову очікували кримців, Василій із військом навіть сам стояв на Оці. Хан так і не прийшов, однак небезпека з боку степу не минула. У 1523 році, у зв'язку з черговою різаниною руських купців у Казані Василій оголосив новий похід. Зруйнувавши ханство, на зворотному шляху він заснував місто Васильсурськ на прикордонній річці Сурі, який повинен був стати новим надійним місцем торгу з казанськими татарами. У результаті татарам більше не вдавалося здійснювати подібний прорив через Оку.
У 1524 році після третього походу на Казань союзний Криму Сагіб Ґерай покинув Казань, а замість нього ханом був проголошений Сафа Ґерай.